# Fautasi

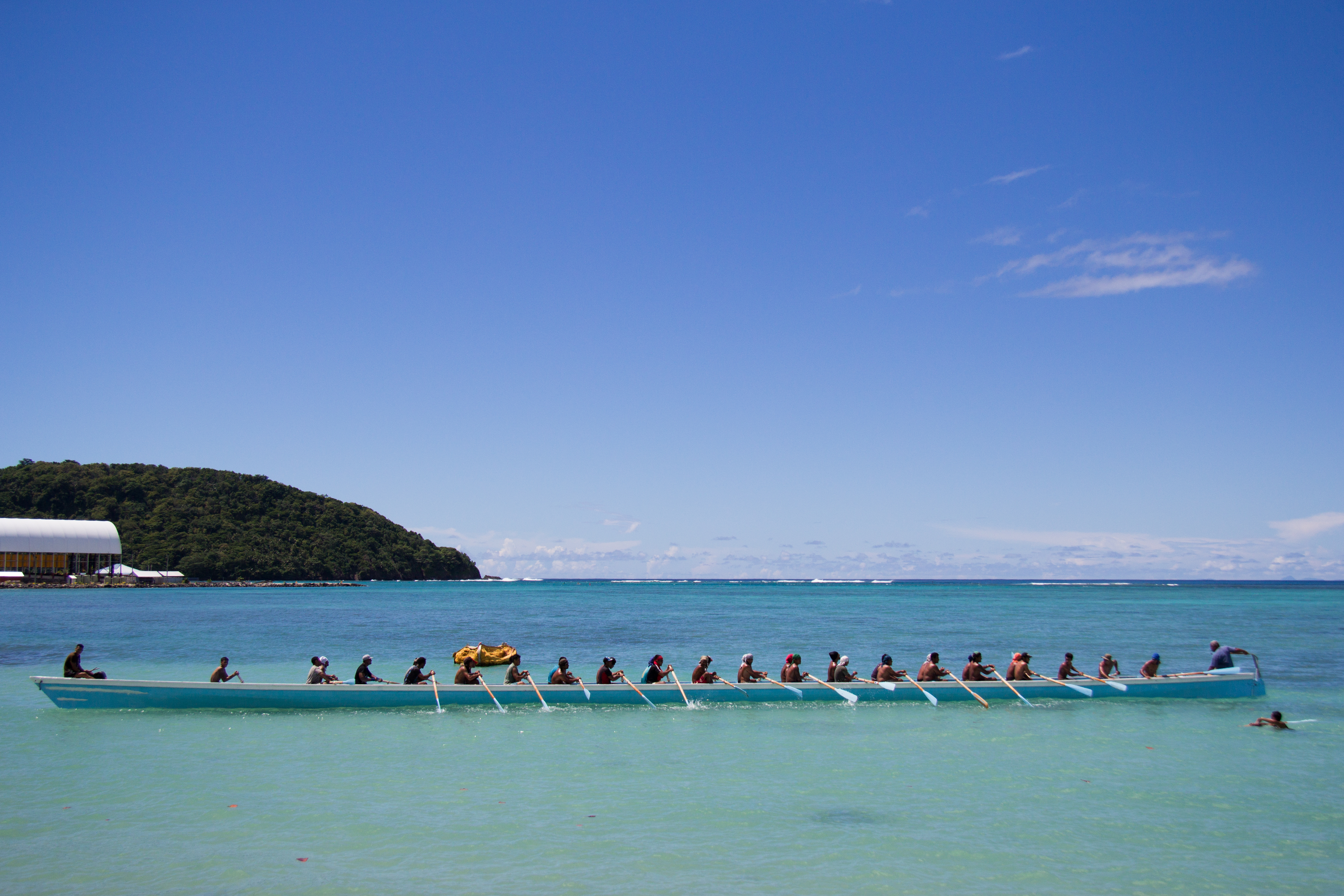
Training für fa'utasi-Rennen.

Fautasi (ˌfɑːʊˈtɑːsi; auch: faʻutasis) ist ein samoanischer Bootstyp ähnlich einem Langboot. Fautasi sind ca. 100 ft lang, das sind etwa 30 m, und können bis zu 50 Ruderer als Mannschaft aufnehmen. Fautasi werden als Einbaum gefertigt. Ein Coxwain (Steuermann) benutzt eine Trommel um das Ruder-Tempo zu koordinieren. Jedes fautasi hat auch einen Kapitän.

## Etymologie
Fautasi lässt sich übersetzen mit „als Einheit bauen“, was die Notwendigkeit der Teamarbeit beim Einsatz der Boote widerspiegelt.

## Tradition
Vor dem Einsatz moderner Fähren waren Fautasi das wichtigste Transportmittel zwischen Upolu und Savaiʻi.
Heute werden Fautasi hauptsächlich bei Rennveranstaltungen verwendet. Traditionell verbrachten die an den Rennen beteiligten Männer acht Wochen fern von ihren Familien und ohne Luxus und trainierten mit ihrem Kapitän. Die Rennen finden während der Feierlichkeiten zum Unabhängigkeitstag im Juni statt. Die drei besten Finalisten der Rennen erhalten von der Regierung Samoas einen Geldpreis. Früher war der Sport nur Männern vorbehalten, aber 2013 gab es eine reine Frauenmannschaft. Die erste Frau, die Fautasi-Kapitänin wurde, war Zita Martel im Jahr 2001. Teilnehmer aus Samoa, Amerikanisch-Samoa, Tonga und Hawaii beteiligten sich an den Rennen.